# Syndrome d'Usher
 Mise en garde médicale
Le syndrome d'Usher (1914) ou syndrome de Joly a été décrit pour la première fois en 1858 par Albrecht von Gräfe au sujet de trois patients atteints de surdité congénitale avec rétinite pigmentaire évolutive associée. Le docteur Charles Usher (en), ophtalmologiste anglais, est le premier à appréhender le caractère héréditaire de cette association pathologique et la décrit comme un syndrome spécifique. Le syndrome d'Usher est une maladie génétique, caractérisée par une perte d’audition congénitale associée à une déficience visuelle progressive par rétinite pigmentaire, généralement accompagnée d'une héméralopie. C'est la première cause de cécité-surdité héréditaire chez l'adulte.
Il existe quatre formes différentes du syndrome d’Usher. Cette perte d'audition concerne les deux oreilles. La rétinite pigmentaire peut évoluer jusqu’à la perte de la totalité de la vue. Des troubles de l’équilibre peuvent également être associés.
Cette maladie porte le nom de l'ophtalmologiste britannique Charles Usher, qui en a étudié la pathologie et la transmission en 1914 sur une soixantaine de cas.

## Génétique
On connaît plusieurs locus.
On distingue quatre types : 1, 2, 3 et 4 ainsi que plusieurs sous-types correspondant vraisemblablement aux différentes localisations.
- Type I : 8 gènes, 6 identifiés (les deux plus fréquents étant ceux codant la  myosine VII et la cadhérine 23). Une mutation sur le gène USH1C entraîne le même type de maladie.
- Type II : trois gènes, dont deux identifiés, le plus fréquent étant l' USH2A (40 % des cas).
- Type III : un gène identifié.
- Type IV : gène ARSG

## Physiopathologie
La cadhérine 23 (CDH 23) est une longue protéine d'adhésion cellulaire, composée de 3354 acides aminés, dont une grande partie est située à l'extérieur des cellules sensorielles de l'oreille interne. Elle est produite durant la période de pousse et de maturation des stéréocils. Elle permet de contrôler la pousse parallèle des stéréocils des cellules sensorielles de l'oreille interne. La protocadhérine 15 participe également à leur constitution.
Chez la personne en bonne santé, chaque cellule sensorielle de l'oreille interne est munie de cils très réguliers en forme de tuyaux d'orgue, les stéréocils, qui transforment les vibrations sonores en impulsions nerveuses transmises au cerveau.
Chez les individus malades, les touffes ciliaires sont complètement désorganisées et enchevêtrées, et ne peuvent plus remplir leur rôle. Les cils ne transmettent plus d'information.
Trois protéines associées à des gènes responsables du syndrome d'Usher (protocadhérine-15, cadhérine-23 et adgrv1) sont aussi impliquées chez la souris et le macaque dans le développement du cortex cérébral auditif. En leur absence, ce dernier présente moins d'interneurones à parvalbumine. Les patients portant des mutations pour ces gènes pourraient donc présenter des défauts de traitement de l'information sonore dans leur cortex cérébral auditif.

## Description
Ce syndrome associe une perte de l'audition à une affection dégénérative de la rétine. L'atteinte de l'oreille interne, cause de surdité profonde, est aussi responsable de troubles de l'équilibre.
Tableau descriptif des trois types du syndrome d'Usher : 
|           | Type I (environ 40 % des cas) | Type II (environ 60 % des cas) | Type III (moins de 3 % des cas) |
| --------- | --- | --- | --- |
| Audition  | - Surdité bilatérale congénitale sévère à profonde, non évolutive - Présente dès la naissance - Sans correction, elle peut entraver l’acquisition de la parole,. | - Perte auditive congénitale modérée à grave, principalement sur les fréquences aiguës. - La perception des sons graves reste suffisante pour développer de bonnes compétences en communication orale. - Surdité prélinguale à la naissance lentement évolutive, appareillable,.     | - Audition normale ou quasi normale à la naissance. - Apparition des symptômes à la fin de l’enfance ou à l'adolescence - Évolution variable, mais conduit souvent à une surdité totale avant l’âge adulte. - La parole est généralement bien développée,. |
| Vision    | - Début des symptômes visuels pendant l’enfance. - Première manifestation : cécité nocturne. - Progression vers une altération de la vision périphérique, puis un rétrécissement du champ visuel (« vision tunnel »). - La vision centrale est généralement conservée jusqu’à l’âge adulte, bien que certains adultes ne conservent que la perception lumineuse,. | - Apparition de la rétinite pigmentaire généralement entre 10 et 40 ans. - Vision périphérique sévèrement altérée (vision tunnel), menant parfois à une cécité légale à l’âge adulte. - La vision centrale reste longtemps fonctionnelle, mais peut aussi se détériorer avec l’âge,. | - Apparition de la rétinite pigmentaire en fin d’enfance ou à l’adolescence. - Progression et sévérité variables,. |
| Équilibre | - Dysfonction vestibulaire sévère présente dès la naissance. - Retard dans le développement moteur : les enfants marchent souvent entre 24 et 36 mois. - Les troubles de l’équilibre persistent à l’âge adulte et s’aggravent souvent en cas de faible luminosité ou de dégradation visuelle,.                                                                    | Équilibre normal | - Fonction vestibulaire normale à la naissance. - Des troubles de l’équilibre peuvent apparaître à l’âge adulte chez certains individus,. |

### Principaux symptômes
Le syndrome d'Usher se caractérise par une perte auditive et une déficience visuelle progressive. La perte auditive, présente dès la naissance ou apparaissant plus tard selon le type du syndrome, est due à une anomalie de l’oreille interne. Certains enfants naissent sourds ou avec une surdité sévère, tandis que d'autres développent une perte auditive modérée au fil du temps.
La déficience visuelle est causée par une rétinite pigmentaire (RP), une dégénérescence progressive de la rétine, plus précisément des cellules sensibles à la lumière. Les cellules en bâtonnets, responsables de la vision nocturne et périphérique, sont généralement les premiers atteints, entraînant une nyctalopie (cécité nocturne) précoce, des difficultés à s’orienter dans l’obscurité, un allongement du temps d’adaptation aux changements de luminosité et une tendance à trébucher sur des objets. À mesure que la maladie progresse, la vision périphérique se détériore, menant à une vision tubulaire, puis potentiellement à une cécité complète. Dans certains cas, les cônes de la macula sont affectés plus tôt, provoquant une perte de l’acuité visuelle centrale. Parfois, seule une zone en anneau est touchée autour de la région centrale, préservant ainsi une vision fovéale et périphérique ce qui conduit à une « vision en beignet ». Tous les individus atteints du syndrome d’Usher développent une forme de RP, bien que la sévérité et la vitesse de progression varient selon les types. Chez l’adulte, cette atteinte visuelle peut compliquer les activités quotidiennes telles que la marche, la conduite ou la lecture.
Enfin, les enfants atteints du type 1 du syndrome présentent souvent des troubles de l’équilibre, dus à un dysfonctionnement du système vestibulaire, ce qui peut retarder l’apprentissage de la marche. L’équilibre est normalement assuré par les interactions entre les yeux, l’oreille interne (organe vestibulaire) et les systèmes sensoriels du corps comme la peau, les muscles et les articulations. Chez les enfants atteints du type 1, ces troubles sont présents dès la naissance, retardant la capacité à tenir assis ou à marcher. Dans le type 3, les troubles de l’équilibre sont fréquents, tandis qu’ils sont absents dans le type 2.

### Traitement
Les patients victimes de ce syndrome peuvent être appareillés du point de vue auditif. L’implantation cochléaire est indiquée dans la très jeune enfance pour les personnes porteuses du syndrome d'Usher de type 1.

### Statistiques
Le syndrome d'Usher touche environ 1 individu sur 25 000 et est à l’origine de 3 à 6 % des surdités congénitales. Il représente 50 % de la population sourde et aveugle aux États-Unis.
La répartition des 4 types de syndrome de Usher varie en fonction des pays :
- 33 à 40 % de types 1, 56 à 67 % de types 2 en Europe ;
- En France, le plus représenté est le type 2 (60 %)[3]
- 48 % de types 3 en Finlande ;
- 50 % de types 1 en Norvège.
- type 4 (très rare, -1% des cas)

## Personnalités
- Cyril Axelrod (1942-), prêtre catholique sud-africain.
- Arnaud Balard (1971-), artiste français sourd.
- Tanja Glušič (1995-), grimpeuse slovène.
- Cyril Jonard (1976-), judoka français.